# 泡吹叶花楸
泡吹叶花楸（学名：Sorbus meliosmifolia）为蔷薇科花楸属的植物，为中国的特有植物。分布在中国大陆的四川、广西、云南等地，生长于海拔1,400米至2,800米的地区，见于山谷丛林中，目前尚未由人工引种栽培。